# I. Sándor imereti király
I. Sándor (? – 1389, grúzul: ალექსანდრე I, იმერეთის მეფე,) Imereti királya. A Szeldzsuk-dinasztiából származott. Ortodox keresztény vallású volt.

## Élete

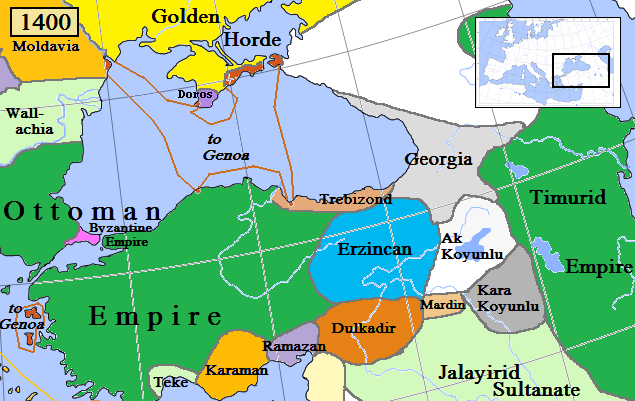
A Trapezunti Császárság és a maradék Bizánci Birodalom 1400-ban.

Apja a Szeldzsuk-dinasztiából származó I. Bagrat imereti király (?–1372), VI. Dávid (Narin) (1225 körül–1293), 1245-től grúz királynak, Muhammad Mugith-ud-Din Turkán Sah/Gijász ad-Din (Demeter) erzurumi szeldzsuk herceg és I. Ruszudani grúz királynő fiának az unokája.
A lánya, Tamar 1414-ben feleságül ment I. Sándor grúz királyhoz, I. Konstantin (1369 után–1412) grúz király és Kurcidze Natia (?–1412) fiaként V. (Nagy) Bagrat (–1393/5) grúz királynak és Komnénosz Anna (1357–1406 után) trapezunti császári hercegnőnek, III. Alexiosz trapezunti császár, valamint Kantakuzénosz Teodóra lányának az unokájhoz.
A bizánci–grúz házassági kapcsolatok hosszú időre nyúlnak vissza, hiszen a szomszédság mellett az is döntő tényező volt ebben, hogy a Grúz Királyság is a bizánci rítusú ortodox kereszténységet követte. 1204-ben pedig, mikor Konstantinápolyt a IV. keresztes hadjáratban a nyugatiak elfoglalták, a Bizánci Birodalom több részre hullott szét, és I. Tamar grúz királynő támogatásával megalakult a grúz vazallus bizánci utódállam, a Trapezunti Császárság. Ezután Grúzia mongol meghódításáig Trapezunt Grúzia fiókállama volt, de később is megmaradtak a jó kapcsolatok köztük, és ezt sok esetben házasságokkal is megpecsételték.
Ennek a hagyománynak volt a folytatása, hogy 1425-ben vagy 1426-ban János trapezunti trónörökös feleségül vette I. Sándor imereti király lányának,Tamarnak az egyetlen lányát, N. ismeretlen nevű grúz királyi hercegnőt. János apja IV. Alexiosz (1382–1429) trapezunti császár, az anyja Kantakuzénosz Teodóra (1382 körül–1426), az apai nagyszülei III. Mánuel (1363–1417) trapezunti császár és Bagrationi Eudokia/Gulkan(-Hatun(i)) (Gülhan) (1360 körül–1390) grúz királyi hercegnő, IX. Dávid grúz király és Dzsakeli Szinduhtar szamchei (meszheti) hercegnő lánya. János és felesége apja, I. Sándor grúz király így másodfokú unokatestvérek voltak, hiszen mindketten dédunokái voltak mind III. Alexiosz trapezunti császárnak, mind pedig IX. Dávid grúz királynak. A házasságukból bizonytalan, hogy születtek-e gyermekek.

## Gyermekei
- Feleségétől, Orbeliani Anna hercegnőtől, 2 gyermek:
  - Demeter (?–1445 előtt), Imereti hercege, felesége N. N., 1 leány:
    - Gulsari (Gul Sara, Gulkan, Gülhan) (?–1471), 1. férje Bagrationi György (1390–1446), I. Konstantin grúz király fia, 2 gyermek, 2. férje II. (Bagrationi) Demeter (1413 előtt–1455) imereti király, I. Sándor grúz királynak és 1. feleségének, Orbeliani Dulanduhti sziuniai hercegnőnek a fia, 2 fiú, összesen 4 gyermek, többek között:
      - (első házasságából: VI. Bagrat (1435–1478), Grúzia királya és II. Bagrat néven Imereti királya, felesége Ilona N. (?–1510), 3 fiú

  - Tamar (?–1455), férje I. Sándor (1389–1446) grúz király,[1] 4 gyermek:
    - N. (leány) (1415 körül–1438 előtt) grúz királyi hercegnő, férje IV. (Komnénosz) János (1403 előtt–1460), 1429-től trapezunti császár, gyermekei nem születtek (?)
    - György (1417–1476), VIII. György néven grúz király, felesége Bagrationi Tamar (?–1510 körül/után) grúz királyhi hercegnő, Bagrat lányaként I. Konstantin grúz király unokája, 5 gyermek
    - Dávid (1417–1471 körül), I. Dávid néven Kaheti királya, III. Dávid néven Grúzia katolikosza, felesége Orbeliani Tamar (Nesztan-Daredzsani; Miran Gul), nem születtek gyermekei
    - Zaal(i) (1425/8–1442 után), nem nősült meg, gyermekei nem születtek